# Fuentes de Andalucía
Fuentes de Andalucía település Spanyolországban, Sevilla tartományban. Fuentes de Andalucía Carmona, La Campana, Palma del Río, Écija, La Luisiana és Marchena községekkel határos. Lakosainak száma 7247 fő (2024).

## Népesség
A település népessége az elmúlt években az alábbi módon változott:
| Lakosok száma | 7491 | 7369 | 7365 | 7358 | 7315 | 7188 | 7149 | 7111 | 7173 | 7247 |
|               | 2001 | 2004 | 2007 | 2009 | 2012 | 2014 | 2017 | 2019 | 2022 | 2024 |